# Nowa Dęba
Nowa Dęba este un oraș în Polonia.

## Legături externe
- Site oficial